# Reichenbach (cratère)
Pour les articles homonymes, voir Reichenbach.
Reichenbach est un cratère d'impact situé dans la partie sud-est accidentée de la face visible de la Lune. Il est situé à l'ouest-nord-ouest du cratère proéminent Stevinus (en) et à l'ouest de Snellius.
Le bord accidenté de ce cratère a été fortement usé par l'érosion d'impact. Il est plus large sur le côté nord et présente un aspect légèrement déformé. Plusieurs petits cratères bordent le bord, dont Reichenbach F sur le côté sud. Le sol intérieur, presque plat, est quasiment sans relief, avec seulement un petit cratère près de la paroi intérieure nord-est.

## Cratères satellites
Par convention, ces caractéristiques sont identifiées sur les cartes lunaires en plaçant la lettre sur le côté du point médian du cratère le plus proche de Reichenbach.
| Reichenbach | Latitude | Longitude | Diamètre |
| ----------- | -------- | --------- | -------- |
| A           | 28,3° S  | 49,0° E   | 34 km    |
| B           | 28,4° S  | 48,0° E   | 44 km    |
| C           | 29,3° S  | 43,9° E   | 27 km    |
| D           | 28,1° S  | 44,7° E   | 35 km    |
| F           | 31,4° S  | 48,4° E   | 15 km    |
| G           | 31,7° S  | 49,4° E   | 15 km    |
| H           | 28,9° S  | 49,7° E   | 10 km    |
| J           | 30,7° S  | 49,4° E   | 15 km    |
| K           | 28,8° S  | 42,4° E   | 11 km    |
| L           | 30,5° S  | 46,7° E   | 8 km     |
| M           | 33,0° S  | 46,5° E   | 13 km    |
| N           | 30,5° S  | 43,9° E   | 14 km    |
| P           | 32,0° S  | 49,9° E   | 12 km    |
| Q           | 32,4° S  | 50,2° E   | 10 km    |
| R           | 26,9° S  | 42,9° E   | 7 km     |
| S           | 27,1° S  | 43,1° E   | 9 km     |
| T           | 29,3° S  | 45,7° E   | 64 km    |
| U           | 32,7° S  | 49,5° E   | 14 km    |
| W           | 30,7° S  | 43,1° E   | 18 km    |
| X           | 30,9° S  | 43,9° E   | 11 km    |
| Y           | 31,2° S  | 43,6° E   | 16 km    |
| Z           | 31,9° S  | 46,0° E   | 15 km    |